# Lypha facula
Lypha facula là một loài ruồi trong họ Tachinidae.